# Felsritzungen von Milltown
 Die Felsritzungen von Milltown (irisch Baile an Mhuilinn) liegen etwa 20 Meter östlich des Milestone House, nördlich der Straße R559, eine Meile westlich von Dingle im County Kerry in Irland.
Östlich des 2,8 m hohen nahe der Straße stehenden Menhirs Gallán na Cille Brice (englisch the Milestone) liegen zwei keulenförmige Steine (eine Form der Cross-Slabs, wie sie auf der Dingle-Halbinsel typisch ist). Der östliche Stein trägt Felsritzungen. Es gibt 18 Schälchen (englisch cups) sowie acht Cup-and-Ring-Markierungen auf der oberen breiten Fläche und eine am südlichen Ende. Die Felsritzungen, zu denen auch horizontale Rillen gehören, sind schlecht zu erkennen. 50 Meter weiter im Feld befindet sich das Steinpaar „The Gates of Glory“ (irisch Geataí na Glóire). Die umgestürzten bzw. zerschlagenen Menhire stehen bzw. liegen etwa 1,5 m voneinander entfernt. Im Killaclohane Wood (Coill an Chlocháin) bei Milltown liegt der Mass Rock Poll an Aifrinn.